# Сравнительное историческое исследование
Сравнительное историческое исследование — это метод общественных наук, который исследует исторические события с целью создания объяснений, которые действительны вне определенного времени и места, либо путем прямого сравнения с другими историческими событиями, построения теории, либо ссылки на сегодняшний день. Как правило, это включает в себя сравнение социальных процессов в разное время и в разных местах. Это перекликается с исторической социологией. Хотя дисциплины истории и социологии всегда были связаны, в разное время они соединялись по-разному. Эта форма исследования может использовать любую из нескольких теоретических ориентаций. Она отличается типами задаваемых вопросов, а не используемыми теоретическими рамками.

## Основные исследователи
Некоторые комментаторы выделили три волны исторических сравнительных исследований. Первая волна исследований касалась того, как общества стали современными, то есть основанными на индивидуальном и рациональном действии, с широкими различиями в точных определениях. Некоторыми из крупных исследователей в этом режиме были Алексис де Токвиль, Карл Маркс, Эмиль Дюркгейм, Макс Вебер и Уильям Эдуард Бёркхардт Дюбуа. Вторая волна отреагировала на воспринимаемую неисторическую теорию и стремилась показать, как социальные системы не были статичными, а развивались с течением времени. Известные авторы этой волны включают Рейнхарда Бендикса, Баррингтона Мура, Стейна Роккана, Теду Скочпол, Чарльза Тилли, Майкла Манна и Марка Гулда. Некоторые поместили школу «Анналов» и Пьера Бурдьё в эту общую группу, несмотря на их стилистические различия. Нынешняя волна социологии исторических сравнительных исследований часто, но не исключительно постструктуралистская по своей теоретической направленности. Влиятельными нынешними авторами являются Джулия Адамс, Энн Лора Столер, Филип Горски и Джеймс Махони.

## Методы
Существует четыре основных метода, которые исследователи используют для сбора исторических данных. Это архивные данные, вторичные источники, текущие записи и воспоминания. Архивные данные, или первичные источники, как правило, являются ресурсами, на которые исследователи полагаются в наибольшей степени. Архивные данные включают официальные документы и другие предметы, которые можно было бы найти в архивах, музеях и т. д. Вторичными источниками являются работы других историков, написавших историю. Текущие записи представляют собой непрерывную серию статистических или других видов данных, таких как данные переписи, судовые реестры, документы об имуществе и т. д. Также они включают такие источники, как автобиографии, мемуары или дневники.
Как обсуждал Шутт, существует четыре этапа систематических качественных сравнительно-исторических исследований: (1) разработка предпосылок исследования, выявление событий, концепций и которые могут объяснить явления; (2) выбор случая (случаев) (местоположение — страна, регион) для изучения; (3) использование того, что Теда Скочпол назвала «интерпретирующей исторической социологией», и изучение сходств и различий; и (4) на основе собранной информации предложение причинно-следственного объяснения явлений.
Ключевые проблемы в методах исторического сравнительного исследования обусловлены неполнотой исторических данных, сложностью и масштабом социальных систем, а также характером задаваемых вопросов. Исторические данные — это сложный набор данных для работы из-за множества факторов. Этот набор данных может быть очень предвзятым, таким как дневники, мемуары, письма, на которые влияет не только человек, их пишущий, его мировоззрение, но также, логически, может быть связан с социально-экономическим статусом этого человека. Таким образом, данные могут быть повреждены/искажены. Исторические данные, независимо от того, могут ли они быть или не быть предвзятыми (дневники или официальные документы), также подвержены влиянию времени. Время может уничтожить хрупкую бумагу, выцветшие чернила, пока они не станут неразборчивыми. Войны, экологические катастрофы — все это может уничтожить данные, а группы с особыми интересами могут уничтожить огромные объемы данных, чтобы служить определенной цели в то время, когда они жили, и т. д. Следовательно, данные, естественно, неполны и могут привести социологов ко многим препятствиям в их исследованиях. Часто историко-сравнительные исследования являются широкой и широко охватывающей темой, такой как развитие демократии в трех конкретных регионах. Отслеживание того, как развивалась демократия, является сложной задачей для одной страны или региона, не говоря уже о трех. Здесь масштабы социальной системы, которую пытаются изучить, ошеломляют, но и сложность чрезвычайна. В каждом конкретном случае существует множество различных социальных систем, которые могут повлиять на развитие общества и его политической системы. Факторы должны быть разделены и проанализированы, чтобы можно было установить причинно-следственную связь. Именно причинно-следственная связь подводит нас к еще одному ключевому вопросу в методах исторического сравнительного исследования: природа задаваемых вопросов заключается в попытке предложить причинно-следственные связи между набором переменных. Определение причинно-следственной связи само по себе является сложной задачей; в сочетании с неполным характером исторических данных и сложностью и масштабом социальных систем, используемых для изучения причинно-следственной связи, задача становится еще более сложной.
Теда Скочпол и Маргарет Сомерс утверждали, что существует три типа сравнительных исторических исследований:
- Сравнительная история как макропричинный анализ — акцент делается на выявлении как соответствующих различий, так и сходств между случаями в попытке проверить гипотезы или построить теорию.
- Сравнительная история как параллельная демонстрация теории — акцент делается на выявлении сходства между соответствующими случаями.
- Сравнительная история как контраст контекстов — акцент делается на различиях между случаями и уникальности каждого случая. Ученые, использующие этот подход, как правило, опасаются делать широкие обобщения.

Во многих сравнительно-исторических исследованиях используется индуктивная итерация (в отличие от чисто дедуктивных методов), при которой ученые сначала оценивают данные и переформулируют внутренне обоснованные объяснения для учета данных.

## Идентифицирующие признаки
Три определяющие проблемы исторических сравнительных исследований — это причинно-следственные связи, процессы во времени и сравнения. Как упоминалось выше, причинно-следственные связи трудно поддерживать, хотя мы ежедневно делаем причинно-следственные предположения. Шутт обсуждает пять критериев, которым необходимо соответствовать, чтобы иметь причинно-следственную связь. Из пяти первые три являются наиболее важными: ассоциация, порядок времени и неприхотливость. Ассоциация просто означает, что происходит между двумя переменными; изменение одной переменной связано с изменением другой переменной. Порядок времени относится к тому факту, что причина (независимая переменная) должна быть показана первой, а следствие (зависимая переменная) — вторым. Непрозрачность говорит о том, что связь между двумя переменными не связана с третьей переменной. Последние два критерия: определение причинно-следственного механизма, как предполагается, что связь/ассоциация между переменными произошла, и контекст, в котором происходит эта связь. Детерминированный причинно-следственный подход требует, чтобы в каждом исследовании независимая и зависимая переменная имели связь, и в рамках этого исследования в каждом конкретном случае (нация, регион) независимая переменная влияет на зависимую переменную.
Джон Стюарт Милль разработал пять методов систематического анализа наблюдений и более точных предположений о причинно-следственной связи. Обсуждаются методы Милля; прямой метод согласования, метод различия, совместный метод согласования и различия, метод остатков и метод сопутствующих вариаций. Методы Милля, как правило, наиболее полезны, когда причинно-следственная связь уже подозревается, и поэтому могут быть инструментом для устранения других объяснений. Некоторые методологи утверждают, что методы Милля не могут предоставить доказательства того, что изменение одной переменной было вызвано изменением другой переменной.